# 富邦县
富邦县，中文名原作户板县，是缅甸佤邦下辖的一个县，位于佤邦北部，县治富邦。在缅甸政府制定的官方行政区划上属于户板县户板镇区。

## 县名
富邦县传统佤语名称是“Ho Pang”，中文传统译名是“户板”。富邦县成立大会上，将原定中文县名户板县改为富邦县，大会现场悬挂条幅的佤文仍作，佤语版《佤邦新闻》报道该新闻时，内容提要作。

## 历史
户板和班弄原由缅甸佤自治州实际控制。2024年1月初，改由佤邦实控。6月10日，佤邦联合党中央委员会发文《关于成立佤邦户板县的决定》，决定组建户板县，并将1月初新接管的户板、班弄2个地区与南邓特区、勐冒县纳威区划归户板县管辖。户板县政府成立后，原户板地区临时管委会随即撤销。从6月11日开始，佤邦新闻局下辖的《佤邦新闻》在报道户板相关新闻时开始使用“户板县”名称；自6月24日起，《佤邦新闻》在报道户板相关新闻时改称“富邦县”。
2024年6月28日，富邦县举行领导班子任命仪式，并解释佤邦将中文名“户板”改为“富邦”是希望人民生活走向富裕和发展。

## 行政区划
富邦县下辖4个区：
- 富邦区（Veng' Ho Pang）：莫回乡[8]
- 班弄区（Veng' Pang Long）
- 南邓区（Veng' Nang' Teung）
- 纳威区（[9]）：温高乡、问恩乡、邦尧乡

## 政治
| 机构 | 佤邦联合党 富邦县委员会书记 | 富邦县人民政府 县长 | 佤邦政治协商会议 富邦县委员会主席 |
| ---- | --------------------------- | ------------------- | --------------------------------- |
| 姓名 | 李赛茸                      | 鲍尼林              |                                   |